# Standfussiana insulicola
Standfussiana insulicola là một loài bướm đêm trong họ Noctuidae.